# Handball-Afrikameisterschaft der Männer 1996
Die 12. Handball-Afrikameisterschaft der Männer wurde vom 16.–27. Oktober 1996 im beninischen Hauptort Cotonou durch die Confédération Africaine de Handball (CAHB) ausgerichtet.
Zwölf Mannschaften waren für die Endrunde qualifiziert, wobei zwei (Tschad und Zaire) vor Turnierbeginn zurückzogen. Sieger wurde Rekordmeister Algerien mit dem sechsten Triumph vor Titelverteidiger Tunesien. Ägypten schloss das Turnier auf dem dritten Rang ab. Diese drei Länder qualifizierten sich gemeinsam mit dem viertplatzierten Marokko für die Weltmeisterschaft 1997. Gastgeber Benin erreichte mit einem Unentschieden gegen die Republik Kongo Rang neun.
| Platzierung | Mannschaft                 |
| ----------- | -------------------------- |
| 1.          | Algerien,                  |
| 2.          | Tunesien, Titelverteidiger |
| 3.          | Ägypten                    |
| 4.          | Marokko                    |
| 5.          | Nigeria                    |
| 6.          | Volksrepublik Kongo        |
| 7.          | Kamerun                    |
| 8.          | Elfenbeinküste             |
| 9.          | Benin, Gastgeber           |
| 10.         | Togo                       |